# Даффі (співачка)
Еймі Енн Даффі (валл. Aimee Anne Duffy, нар. 23 червня 1984, Гвінет, Уельс) — британська авторка-виконавиця, музикантка, композиторка та акторка.
Поп-виконавиця, яку музична преса називає «новою Дасті Спрингфілд» або «новою Емі Вайнхаус». Дебютний альбом Даффі Rockferry, записаний з продюсером Бернардом Батлером (в минулому — гітаристом Suede) і випущений компанією Polydor Records 3 березня 2008 року, став британським чарттоппером і на початок червня залишався бестселером #1 2008 року в Британії. Сингл з нього «Mercy» очолив як британський хіт-парад, так і Hot European 100. У США Даффі сприймають як частину новітнього британського вторгнення, аналогічного тому, що в 1960-х очолили The Beatles і The Rolling Stones.

## Біографія
Дитинство Еймі Енн Даффі пройшло на валлійському півострові Ллайн. У 6 років, за власними спогадами, вона вперше відкрила в собі здатність до співу, спочатку підспівуючи платівкам Beatles, Rolling Stones і Сенді Шоу з батьківської бібліотеки (яка налічувала 2,5 тисячі платівок). У старших класах Еймі Енн почала виступати на сцені місцевого джаз-бару, де стала підробляти офіціанткою.
У 2003 році Даффі (відкинувши подвійне ім'я) посіла друге місце на Waw Ffactor, валлійській філії телеконкурсу Pop Idol. Голова журі Оуен Павелл (в минулому — гітарист Catatonia) допоміг їй записати і випустити перший альбом Rock Roll & Soul (2004) — збірник поп-балад кельтського звучання. Реліз був помічений учасниками манчестерського біг-біт-гурту Mint Royale, і вони запросили співачку до співпраці.
У 2005 році Пауелл познайомив Даффі з антрепренером Джанет Лі (один час — учасницею Public Image Limited, пізніше — співвласницею Rough Trade), яка стала її менеджером. Лі всвою чергу звела співачку з Річардом Парфіттом, гітаристом валлійського гурту 60ft Dolls, який допоміг їй записати демо. Плівка справила враження на представників Rough Trade Records. Контракт був підписаний, але менеджер вирішила не квапити події, щоб дати можливість розвинутися авторському таланту своєї підопічної і знайти їй авторитетного ментора. Таким став для Даффі продюсер Бернард Батлер, в минулому гітарист Suede. Саме він — спочатку провів з нею інтенсивний курс вивчення музики соул, потім — з давнім партнером Девідом Макалмонтом — зібрав бекінг-гурт (куди увійшов сам), нарешті виробив для своєї підопічної впізнаваний саунд.
Альбом Rockferry отримав найвищі оцінки критиків, які відзначили рідкісне поєднання особистісної чарівності, вокальних даних і тонкого музичного смаку. Два сингли — «Rockferry» і «Mercy» — стали хітами в Британії. Альбом отримав статус шестиразово платинового і став головним бестселером 2008 року. У лютому 2009 року Даффі отримала три нагороди Brit Awards: як найкраща співачка року, за альбом Rockferry і як відкриття року.
У лютому 2011 року Даффі оголосила про безстрокову перерву у музиці. Вона ненадовго повернулася у 2015 році, знявшись у фільмі Легенда та створивши три пісні до саундтреку фільму, але повноцінно на сцену не повернулась. 

## Викрадення
У 2020 році Даффі пояснила свою тривалу відсутність у музичній індустрії, розповівши, що її викрали та зґвалтували. 
25 лютого 2020 року в своєму Instagram Даффі написала, що її «зґвалтували, накачали наркотиками та тримали в заручниках протягом кількох днів». Вона сказала, що вона зникла зі сцени, щоб відновитися, додавши, що їй зараз добре, але на відновлення знадобився час. У її обліковому записі не було вказано особу її зловмисника чи згадки, коли або де відбувся напад. 
У більш довгій заяві, опублікованій в квітні, Даффі написала, що її в день народження накачали наркотиками, тримали в полоні в своєму будинку, вивозили на літаку в іноземну країну і ґвалтували. Даффі сказала, що її тримали у полоні під наркотиками протягом чотирьох тижнів, після чого вона провела «майже 10 років повністю в самоті», і подякувавши своєму психологу, сказала, що зараз відчуває, що може «залишити це десятиліття позаду», але додала: «Я дуже сумніваюся, що коли-небудь буду людиною, яку люди колись знали».

## Дискографія

### Альбоми
- 2008: Rockferry
- 2010: Endlessly

### Сингли
- 2007: Rockferry
- 2008: Mercy
- 2008: Warwick Avenue
- 2008: Stepping Stone
- 2008: Rain on Your Parade
- 2010: Well, Well, Well
- 2015: Whole Lot of Love[14]

### EP's
- 2004: Aimee Duffy
- 2008: Live from London
- 2008: FNMTV Live
- 2009: Deluxe EP
- 2009: Live at the Theatre of Living Arts
- 2010: Spotify Session[15]
- 2011: NRJ Live Sessions: Duffy[16]